# STS-109
STS-109 (Space Transportation System-109) var Columbias 27. rumfærge-mission.
Opsendt 19. december 1999 og vendte tilbage den 27 december 1999.
Det var den sidste mission med rumfærgen Columbia inden den forulykkede på STS-107 missionen.
STS-109 missionen var den 4. servicemission til Hubble-rumteleskopet i rumfærge-programmet.
Hubble var blevet opsendt med STS-31, men teleskopet havde en fejl der blev repareret på STS-61 1. servicemission. 2. servicemission blev udført af STS-82 missionen og 3. servicemission blev udført af STS-103 missionen.
Den sidste Hubble-mission med rumfærgerne er STS-125 (5. servicemission) planlagt i sommeren 2008.

## Besætning
- Scott Altman (kaptajn)
- Duane Carey (pilot)
- John Grunsfeld (1. missionsspecialist)
- Nancy Currie (2. missionsspecialist)
- James Newman (3. missionsspecialist)
- Richard Linnehan (4. missionsspecialist)
- Michael Massimino (5. missionsspecialist)

## Arbejder på Hubble
- Det europæiske Faint Object Camera (FOC) fra 1990 blev afløst af Advanced Camera for Surveys (ACS). Begge instrumenter er på størrelse med telefonbokse.
- Kølesystemet på Near Infrared Camera and Multi-Object Spectrometer (NICMOS) fra 1997 blev ændret fra −210 °C kvælstof-is til flydende neon. NICMOS havde været i stykker siden 1999.
- De to solcellepaneler fra 1993 blev udskiftet med mere avancerede solcellepaneler Solar Arrays 3 (SA3). De nye er en tredjedel mindre end de gamle så Hubbles luftmodstand er blevet formindsket. Samtidig producerer de 20% mere strøm[1] således at alle instrumenter kan være aktive samtidigt. Gearene, der retter solcellerne mod solen, gav efterhånden uønskede vibrationer og blev ligeledes udskiftet.
- Hubble har fire svinghjul til at ændre retning i rummet. Normalt anvender rumfartøjer styreraketter til dette, men de ville forurene Hubbles spejle og instrumenter med deres gasser. Et af svinghjulene blev udskiftet pga. slitage.
- Hubble-teleskopet omkredser Jorden på 97 minutter og skifter fra at være i den brændende sol til den iskolde jordskygge. For at undgå at teleskopet slår sig ved bratte temperaturændringer er Hubble pakket ind i isolerende tæpper. Disse er med tiden mørnet af ultraviolet stråling og klodsede astronauter. NOBL (New Outer Blanket Layer) er specialsyede stykker der anbringes ovenpå de værst medtagne steder. Én enkelt NOBL blev lagt på STS-109.
- Hubble-teleskopet kredser rundt i termosfæren og nedbremses ganske langsomt af den ekstremt tynde luft. Columbia steg op til 570 km mens Hubble var koblet til rumfærgen. Da Hubble ikke har nogen raketmotor er denne procedure nødvendig.

- James Newman og Michael Massimino på rumvandring for at udskifte instrumenter
- Hubble sammenkoblet med Discovery kort før frakobling
- Hubble set fra Discovery

Hovedartikler: